# Азат (река)
Азат (јерм. Ազատ) је јерменска река која протиче кроз провинције (марзеве) Котајк и Арарат.
Настаје на југозападним обронцима Гегамских планина од речица Гохт и Воскеџур. Улива се у реку Аракс у близини града Арташата.
У горњем делу тока протиче кроз Гарнијску клисуру која је име добила по оближњем селу Гарни. Клисура је позната по природним базалтним петоугаоним и хексагоналним стубовима који је окружују попут ограде, а изнад кањона се протеже Гарнијски плато.
У средњем делу тока налази се вештачко Азатско језеро запремине 70 млн m³. Просечан проток на ушћу износи око 6,51 m³/s, максимално до 35,9 m³/s.
Од 2000. горњи део тока реке Азат и оближњи Манастир Гегард су уврштени на УНЕСКО-ву листу светског наслеђа. Овај део је туристички најпосећенији део целе Јерменије. Манастир је изграђен на месту одмах испод извора Азата који извире у пећини на високим литицама, а која је била света још у праисторији. Уништен је у 9. веку, али га је око 1200. године обновила владарска породица Прошијан, која је заслужна и за раскошан систем наводњавања који води с овог места.

## Галерија
- Базалтни стубови у Гарнијској клисури
- Бујица у горњем делу тока
- Река на улазу у истоимено језеро